# Paramillotapakul
Paramillotapakul (Scytalopus canus) är en fågel i familjen tapakuler som enbart förekommer i Colombia.

## Utseende och läten
Paramillotapakulen är en rätt liten (10,5 cm) och mörk medlem av familjen. Adulta hanar är enfärgat grå ovan och mörkare grå under. Den har mörkbrunt öga, svartaktig övre näbbhalva och mörkgrå nedre. Tarserna är mörkt gråbruna till svartaktiga på utsidan, ljust till mörkt gråbruna på insidan. Honans dräkt är inte känd med säkerhet, men är förmodligen ljusare med brunt på ovansidan eller flankerna. Svartgrå tapakul är mycket lik men har avvikande läten (se nedan), medan andra mörka tapakuler i dess utbredningsområde är distinkt bruna eller rödaktiga på nedre delen av flankerna.
Sången består av en fyra till tolv sekunder lång accelerande men fallande drill, levererad med sju till elva toner per sekund. Páramotapakulens sång är snabbare med mer konstant tonhöjd och jämn i hastigheten eller något avstannande.

## Utbredning och status
Fågeln förekommer i västra Anderna i Colombia (Antioquía). IUCN kategoriserar arten som nära hotad.